# Distretto di Cittaducale
Il distretto di Cittaducale fu una delle suddivisioni amministrative del Regno delle Due Sicilie, subordinate alla provincia di Abruzzo Ulteriore Secondo, soppressa nel 1860.

## Istituzione e soppressione
Fu costituito nel con la legge 132 del 1806 Sulla divisione ed amministrazione delle province del Regno, varata l'8 agosto di quell'anno da Giuseppe Bonaparte.
Con l'occupazione garibaldina e annessione al Regno di Sardegna del 1860 l'ente fu soppresso e sostituito dal Circondario di Cittaducale, circondario con la stessa estensione territoriale del distretto borbonico. Attualmente il suo territorio fa interamente parte della provincia di Rieti, istituita nel 1927.

## Suddivisione in circondari
Il distretto era suddiviso in successivi livelli amministrativi gerarchicamente dipendenti dal precedente. Al livello immediatamente successivo, infatti, individuiamo i circondari, che, a loro volta, erano costituiti dai comuni, l'unità di base della struttura politico-amministrativa dello Stato moderno. A questi ultimi potevano far capo le ville, centri a carattere prevalentemente rurale. I circondari del distretto di Cittaducale ammontavano a otto ed erano i seguenti:
- Circondario di Cittaducale:
Cittaducale (con le ville di Calcariola, Casette, Grotti, Pendenza, Santa Rufina), Cantalice, Lugnano (con la villa di Lisciano)
- Circondario di Leonessa:
Leonessa (con le ville di Albaneto, Alesse, Berti, Bigione, Bradde, Capodacqua, Carmine, Casaldifratti, Casaldimini, Casanuova, Casarunna, Casenuove, Ciavatta, Clemente, Colapietro, Colleverde, Cordisco, Corvatello, Cumilata, Gizzi, Lucci, Massi, Ocre, Pianezza, Piè del Pioggio, Pulcini, Sala, San Clemente, San Giovenale, San Mario, Sant'Angelo, Terzone, Valle Lunga, Vallimponi, Viesci, Villa Falcucci, Villa Rigioni, Vindoli, Volgiano)
- Circondario di Amatrice:
Amatrice (con le ville di Acquatrina, Alagia, Arafranca, Bagnolo, Camposetacciaro, Cantontrione, Capricchia, Casale, Casalene, Casali, Cascello, Casteltrione, Collalto, Collecornello, Collecreta, Collegentilesco, Collemagrone, Collemoresco, Collepagliuca, Colletroio, Colli, Conca, Configno; Cornelle, Cornillo Nuovo, Cornillo Vecchio, Cossara, Cossito, Crognale, Doma, Faizzone, Falciano, Ferrazza, Filetto, Fiumatella, Forcella, Francucciano, Ilrio, Moletano, Mosicchio, Nommisci, Pasciano, Patarico, Petrana, Pinaco (950 mt), Poggiovitellino, Prato, Preta, Retrosi, Rio, Rocca Passa, Rocchetta, Saletta, San Benedetto, San Cipriano, San Giorgio, San Lorenzo a Piano, San Martino, Santa Giusta, Sant'Angelo, Scai, Sommati, Torrita, Varone, Voceto)
- Circondario di Posta:
Posta, Borbona, Cittareale (con la villa di Bricca)
- Circondario di Antrodoco:
Antrodoco (con la villa di Rocca di Fondo), Borghetto, Castel Sant'Angelo (con la villa di Paterno), Micigliano
- Circondario di Fiamignano[2]:
Fiamignano (con le ville di Brusciano, Gamagna, Mercato, Poggioviano, Radicaro, Sambuco), Petrella (con le ville di Borgo San Pietro, Capradosso, Mareri, Staffoli)
- Circondario di Borgo Collefegato:
Borgo Collefegato (con le ville di Castelmenardo, Corvaro, Poggio di Valle, Poggio Valle, Sant'Anatolia, Spedino, Torano), Pescorocchiano (con le ville di Girgenti, Leofreni, Macchiatimone, Poggio San Giovanni, Rocca Berardi, Tonnicoda, Torre di Taglio)
- Circondario di Accumoli:
Accumoli (con le ville di Capodacqua, Casale, Cassino, Castellalto, Casaventre, Colleposta, Collespada, Fonte del Campo, Grisciano, Illica, Macchia, Poggio Casoli, Poggio Dapi, Rocca Salle, San Giorgio, San Giovanni, San Lorenzo, Santi Lorenzo e Flaviano, San Tommaso e San Capone, Terracino, Tino, Villanuova, Villa Terracina)

Per effetto del Trattato del 15 aprile 1852, tra Papa Pio IX e il Re Ferdinando II, tra il Regno delle Due Sicilie e lo Stato Pontificio vi fu uno scambio di territori:
I villaggi di Trimezzo, Offeio e San Martino vennero ceduti al Regno delle Due Sicilie.
I villaggi di Tufo, Capodacqua e Casette, appartenenti in precedenza al Distretto di Cittaducale, passarono allo Stato Pontificio.